# 白带玉轮螺
白带玉轮螺（学名：Dillwynella vitrea）是一個海螺的物种，屬於玉轮螺科（篷螺科）Dillwynella屬的一种腹足纲软体动物。

## 形態描述
本物種屬於微小貝，殼高只有3 mm。

## 分佈
這個海洋生物物種分佈於日本本州中部對出海域，以及韩国、台湾屏東縣東港對出深海。常栖息在深海。

## 外部連結
- Hardy, Eddie. . Hardy's Internet Guide to Marine Gastropods.   [2019-01-16]. （原始内容存档于2020-06-28） （英语）.